# Дебдирге
Дебдирге́ (якут. Дэбдиргэ) — село в Таттинском улусе Якутии России. Административный центр и единственный населённый пункт Игидейского наслега.

## География
Село расположено на северо-востоке центральной части региона, на расстоянии 51 км к западу от посёлка городского типа Ытык-Кюёль, административного центра улуса.

## История
Село основано в 1930 году.
Согласно Закону Республики Саха (Якутия) от 30 ноября 2004 года N 173-З N 353-III село возглавило образованное муниципальное образование Игидейский наслег.

## Население
| 2002 | 2010 | 2011 | 2012 | 2013 | 2014 | 2015 | 2016 | 2017 | 2018 | 2019 |
| ---- | ---- | ---- | ---- | ---- | ---- | ---- | ---- | ---- | ---- | ---- |
| 846  | ↗863 | ↘862 | ↘836 | ↘826 | ↘811 | ↘796 | ↘789 | ↗790 | ↘789 | ↘763 |
| 2020 | 2021 |      |      |      |      |      |      |      |      |      |
| ↘757 | ↘753 |      |      |      |      |      |      |      |      |      |

### Национальный состав
Согласно результатам переписи 2002 года, в национальной структуре населения якуты составляли 91 % из 846 чел.

## Улицы
| - ул. им А.Ф. Боярова, - ул. им А.Я. Пахомовой, - ул. им Бр. Кузьминых, - ул. им Бр. Яковлевых, - ул. им Е.Н. Павловой, | - ул. им И.А. Аргунова, - ул. им К.Г. Оросина, - ул. им Н. Нестерова, - ул. им Н.Ф. Габышевой, - ул. им Т.Г. Варламовой, | - ул. им Ф.А. Унарова, - ул. им Х.И. Кашкина, - ул. Молодёжная, - ул. Тордуйалаах. |

## Экономика
Животноводство (мясо-молочное скотоводство, мясное табунное коневодство).

## Инфраструктура
Действуют дом культуры, средняя общеобразовательная школа, учреждения здравоохранения и торговли.

## Достопримечательности
В селе установлен Памятник-стела «Вечная память павшим воинам в боях за Родину».

## Транспорт
Автодорога «Ытык-Кюёль — Туора-Кюель — Дэбдиргэ».

## Известные уроженцы
- Аргунов, Иван Александрович (1922—1988) — советский учёный, журналист.